# Gilberto Alves Martins
Gilberto Alves Martins (Rio de Janeiro, 15 de Abril de 1915 - Jacareí, 04 de Abril de 1992), foi cantor e compositor brasileiro.

## Carreira
Nos anos 1930, começou a frequentar serestas nos subúrbios do Rio de Janeiro, época em que conheceu seu grande amigo Jacob Bittencourt (Jacob do Bandolim). Aos 16 anos, em cabarés da Lapa e no Café Nice conheceu artistas como Grande Otelo e Sílvio Caldas. Foi uma das grandes revelações da chamada “Época de Ouro” da música popular brasileira, quando o rádio estabeleceu-se definitivamente como o grande veículo de massa para a música popular. Em meados dos anos 1930, as serestas passaram a ser reprimidas pela guarda noturna.
Por volta de 1935, foi levado por Almirante para cantar na Rádio Club do Brasil. Passou então a se apresentar naquela emissora e, em seguida, foi para a Rádio Guanabara, levado desta vez pelos compositores Cristóvão de Alencar e Nássara para cantar no programa de Luís Vassalo. Os dois o haviam conhecido durante uma seresta, em Vila Isabel. Cantou ainda no programa dos irmãos Marília e Henrique Batista na Rádio Educadora. Em 1938 gravou o primeiro disco, pela Columbia, interpretando os sambas “Mulher, toma juízo”, de Ataulfo Alves e Roberto Cunha e “Favela dos meus amores”, de Roberto Cunha. No ano seguinte gravou o samba “Mãos delicadas”, de Roberto Martins e Eratóstenes Frazão e a valsa “Duas sombras”, de Roberto Martins e Jorge Faraj.
Em 1940 passou para a gravadora Odeon onde estreou acompanhando o acordeonista Antenógenes Silva no samba “Pode bater coração”, de Antenógenes Silva e Ernâni Campos. No mesmo ano, gravou o samba “Não te dou perdão”, de Jaime Florence e Roberto de Andrade e a marcha “E foi assim”, de Darci de Oliveira e Benedito Lacerda. Gravou ainda no mesmo ano, entre outras músicas, os sambas “Graça a Deus”, de Roberto Martins e Osvaldo Santiago e “Melodia do amor”, de Roberto Martins e Mário Rossi e os frevos canção “Segredos” e “Nunca mais”, do pernambucano Felinto Nunes, o Carnera. Em 1941 gravou de Ary Barroso a marcha “O passo do vira” e de Ary Barroso e Álvaro Carvalho, o samba “ela vive chorando”. No mesmo ano, registrou de Ariovaldo Pires, o Capitão Furtado e Luiz Batista Jr, a valsa “Feliz trovador” e o fox canção “o meu romance de amor” e da dupla Roberto Martins e Mário Rossi, o fox canção “Adeus” e a valsa “Um sonho para dois”. Em 1942 seguindo a onda dos sambas patrióticos do período de guerra gravou “Brasil gigante”, de Cristovão Alencar e José Silva. No mesmo ano alcançou destaque com a valsa “Algum dia te direi”, de Cristovão de Alencar e Felisberto Martins, um dos grandes sucessos de sua carreira. No ano seguinte, registrou entre outras composições, os sambas “Quem é o dono do baile?”, da dupla Cristovão de Alencar e Alcebíades Nogueira e “É triste a gente querer”, de Pedro Caetano e Claudionor Cruz. Por essa época, fazia grande sucesso e suas gravações se sucediam, num momento em que ainda não havia o LP. No mesmo período, gravou da dupla Roberto Martins e Mário Rossi, o fox canção “Madrigal” e o samba “Ana Maria”.
Em 1945 gravou dos pernambucanos Nelson Ferreira e Sebastião Lopes o frevo canção “Qué matá papai Oião?” e fez sucesso com a valsa “Prece à lua”, de Alcebíades Barcelos e Armando Marçal. No mesmo ano, passou a gravar na Victor, onde estreou cantando o samba “Como é que eu fico”, de Mário Lago e Newton Teixeira e a canção “Era uma vez”, de René Bittencourt. No ano seguinte gravou de Badu e Carlos de Souza os sambas “Tudo acaba, tudo passa” e “Vai embora”. Em 1947 gravou de Felisberto Martins e Henrique Mesquita o samba “Natureza bela!”, considerado o primeiro samba – enredo na discografia da música popular brasileira. O samba concorreu ao concurso oficial de Escolas de Samba, em 1936, pela Unidos da Tijuca, segundo Hiram de Araújo e Amaury Jório em “Escolas de Samba em desfile – Vida, paixão e sorte”. Em 1948 gravou com sucesso o samba “Rosa Maria”, de Aníbal Silva e Eden Silva. Neste mesmo ano, passou a atuar na Rádio Nacional. No ano seguinte gravou de Roberto Martins e Ari Monteiro o samba “Cabrocha” e a valsa “Dolores”.
Em 1950, foi para a Rádio Tupi onde trabalhou até se aposentar, vinte anos depois.  No mesmo ano gravou de Ismael Silva o samba “Meu único desejo”.  No ano seguinte lançou de Benedito Lacerda e Mário Rossi o samba “Cigarra noturna” e a valsa “Nua”. Em 1952 gravou de Roberto Martins e Ari Monteiro o baião “Me deixa chorar” e de Noel Rosa, o samba “Até amanhã”. Nesse mesmo ano gravou uma série de músicas dedicadas a datas festivas como as valsas “Dia das mães”, de Roberto Martins e Ari Monteiro, “O dia da criança” e “Feliz páscoa”, as duas últimas de Irani de Oliveira e Ari Monteiro. Em 1953 gravou de Nelson Cavaquinho e Sílvio Trancoso o samba “Não tenho inveja”. No ano seguinte foi contratado pela gravadora Copacabana onde estreou com o samba “Castelo no morro”, de Aldacir Louro, Izaulino e Mendonça e a marcha “Eu, Nero e Casanova”, de Ari Cordovil, Buci Moreira e Salvador Miceli.
Em 1955, gravou com sucesso o samba “Recordar”, de Aldacir Louro, Aluísio Marins e Adolfo Macedo, e que foi escolhido por um júri reunido no Teatro João Caetano como um dos dez mais populares sambas do carnaval daquele ano. Em 1957 gravou a valsa “Nossa Senhora Aparecida”, de Antenógenes Silva e Léa Silva. E no ano seguinte, a clássica valsa “Branca”, de Zequinha de Abreu e Duque Abramonte. Ainda em 1958, lançou pela Copacabana o LP “… Eas valsas voltaram Nº 2” no qual interpretou as valsas “Santa Therezinha”, de Anetnógenes Silva; “Tua voz é uma canção”, de Carlos Rego Barros de Souza e Lina Pesce; “Dançando com lágrimas nos olhos”, de Al Dudin e Joe Burke, em versão de Lamartine Babo; “Nuvens que passam”, de Lina Pesce; “Silêncio”; de Bide e Armando Marçal; “Branca”, de Zequinha de Abreu; “Lua de mel”, de Lina Pesce; “Valsa das sombras”, de Al Dubin e Harry Warren, versão de Oswaldo Santiago; “Prece à lua”, de Bide e Armando Marçal; “Rua do Ouvidor”, de Cláudio Luiz; “Ela”, de Vicente Porto e Hélio Ribeiro, e “Tra-lá-lá”, de Roberto Martins. Na contra capa desse LP assim escreveu o crítico Lucio Rangel sobre o cantor: “As valsa continuaram e voltam agora, sempre belas, na voz de um dos melhores intérpretes populares do Brasil – Gilberto Alves. Sabendo interpretar todas as músicas a ele confiadas, o veterano cantor valoriza extraordináriamente as valsas reunidas neste long-playing lançado pela Copacabana-Discos. (…) Portanto, andou bem a Copacabana-Discos promovendo esse segundo volume de …E as valsas voltaram e confiando sua interpretação ao sempre admirado Gilberto Alves, sem dúvida um dos melhores cantores do cast artístico, sem favor um dos mais completos intérpretes de música popular do Brasil.
Em 1959 lançou pela Copacabana o LP “Gilberto Alves e o samba”, no qual interpretou entre outras músicas, “Carta de ABC”, de Gordurinha, “Força do perdão”, de José Sacomani e Jorge Martins e “Gavião calçudo”, de Pixinguinha. Em 1960 fez sucesso com os sambas “Pombo correio”, de Benedito Lacerda e Darci de Oliveira e “Lanterna na mão”, de Elzo Augusto, José Saccomani e Jorge Martins. No mesmo ano, gravou com a cantora Cleide Alves as músicas natalinas “Noite de paz”, de F. X. Gruber e J. Mohr e “Natal de Jesus”, de Blecaute.

Em 1962, gravou o LP “Gilberto Alves de sempre”, interpretando entre outras, “Casa de caboclo”, de Luiz Peixoto e Hekel Tavares, “Gosto que me enrosco”, de Sinhô, “Taberna”, de Lupiscínio Rodrigues e “Tu passaste por este jardim”, de Alfredo Dutra e Catulo da Paixão Cearense. Nesse ano, recebeu o prêmio Microfone de Ouro, escolhido que foi pelo jornal O Globo e pela revista Radiolândia como o “Melhor cantor de 1961”. O troféu foi entregue no auditório do jornal O Globo em cerimônia presidida pelo então primeiro-ministro Tancredo Neves. Em 1968 lançou pela Copacabana o LP “E as valsas voltaram”, no qual interpretou entre outras, “Santa Therezinha”, de Antenógenes Silva, “Silêncio”, de Marçal e Bide, “Branca”, de Zequinha de Abreu e “Prece à lua”, de Marçal e Bide. Ao longo dos anos 1960 e 1970, embora sem o sucesso anterior, prosseguiu a carreira artística apresentando-se em emissoras de rádio e televisão e também em churrascarias. Em 1972, gravou a modinha “Acorda, Adalgisa”, de autor desconhecido, especialmente para o Fascículo “Donga e os primitivos” da série Nova História da Música Popular Brasileira, da Abril Cultural. Nessa gravação foi acompanhado por Canhoto ao cavaquinho, José Menezes ao bandolim, Dino e Meira nos violões e Abel Ferreira no clarinete. Seus últimos anos de vida foram passados na cidade do interior paulista de Cesário Lange, onde apresentou programas de rádio e participou de shows e serestas.